# Prospective Outlook on Long-term Energy Systems
Prospective Outlook on Long-term Energy Systems (POLES), o visión prospectiva de largo plazo sobre sistemas de energía, es un modelo de simulación mundial para el sector de la energía que funciona con el programa Vensim. Se trata de un modelo tecno-económico con proyección endógena de los precios de energía, incluyendo contabilidad completa de la oferta y demanda de varios vectores energéticos y tecnologías asociadas, y con un módulo de emisiones de dióxido de carbono y otros gases de efecto invernadero.

## Historia
POLES fue desarrollado inicialmente a principios de la década de 1990 en Instituto de Economía y Política de Energía IEPE (ahora LEPII) en Grenoble, Francia. Fue concebido para responder a problemáticas del abastecimiento energético global, el cambio climático y el impacto a largo plazo de políticas de energía. Inicialmente, su desarrollo trataba una descripción detallada de la demanda de energía por sectores, de la planificación de nueva capacidad de generación eléctrica y la exploración y producción de combustibles fósiles en las diferentes regiones del mundo. A lo largo de su desarrollo, el modelo fue incorporando conocimientos teóricos y diversos análisis prácticos en matemáticas, economía, ingeniería, análisis de energía, el comercio internacional y el cambio técnico.
El desarrollo inicial de POLES fue financiado por los programas JOULE II y III del Tercero y Cuarto Programa Marco (PM) de Investigación y Desarrollo Tecnológico de la Comisión Europea (1990-1994 y 1994-1998) y por el CNRS francés. Desde entonces, el modelo ha continuado a desarrollarse a través de varios proyectos, algunos financiados en parte por 5PM, 6PM, 7PM, y en colaboración con el LEPII, la empresa de consultoría Enerdata y el Joint Research Centre Europeo IPTS.
Con una historia que abarca veinte años, es uno de pocos modelos de energía que se beneficia con un proceso de desarrollo continuo y una pericia sobre un largo de tiempo tan extendido.
De este modo, desde hace más de 20 años, el modelo POLES es uno de los pocos que benefician de un l proceso de desarrollo continuo y de una evaluación/perito constante.

## Estructura
El modelo provee un sistema completo para la simulación y el análisis económico del sector energético mundial hasta el 2050. POLES es un modelo con un proceso recursivo anual de simulación y una combinación de ecuaciones dependientes de los precios dictando el comportamiento y de un sistema de gastos y rendimientos para una gran cantidad de tecnologías de, o relatadas con, energía. Al contrario de otros varios modelos del sector energético, los precios internacionales de las energías son endógenos. Las principales variables exógenas son el PIB y la población para cada país o región.
La estructura del modelo corresponde a un sistema de módulos interconectados y pone en relación tres niveles de análisis: los mercados internacionales de energía, los balances de energía regionales y la demanda de energía nacional (la cual incluye el desarrollo de nuevas tecnologías, los sistemas de producción de energía primaria, la producción de electricidad y las emisiones sectoriales de gases de efecto invernadero).
En el modelo POLES, el mundo se descompone en 57 regiones, de las cuales 45 son países (incluyendo los 27 países de la Unión Europea) y 12 son un conjunto de países.
Cada región posee un balance energético detallado. Cada una de ellas incluye 13 sectores de demanda energética.

### Sectores de demanda energética
Cada sector de demanda energética está meticulosamente detallado por: indicadores de actividad, precios de energía de corto y largo plazo y elasticidades asociadas, y tendencias de evolución tecnológica (incluyendo los procesos dinámicos y cumulativos asociados con las curvas de aprendizaje tecnológico). En consecuencia se obtiene un ajustamiento final de la modelización teniendo en cuenta la modulabilidad de cada factor, como cambios relativos de precios a un nivel sectorial impacten todos los componentes clave de un sector de una región.
El valor agregado sectorial es también simulado.
La demanda de energía por combustible en un sector determinado sigue una competición de mercado conducida por la variabilidad de los precios de energía y otros factores relacionados con políticas energéticas o presupuestos sobre el desarrollo.
El modelo está compuesto de los sectores de demanda energética siguientes:
- Residencial y Servicios: dos sectores.
- Industria: cuatro sectores, lo que permite una modelización detallada de industrias intensivas en energía como la siderurgia, la industria química y la industria de minerales no metálicos (cemento, vidrio).
- Sectores industriales non-energéticos: dos sectores, para sectores de transformación como la producción de plásticos y la producción de fertilizantes químicos.
- Transporte: cuatro sectores (aéreo, ferrocarril, por carretera y otro). La modelización del transporte por carretera compone de varios tipos de vehículos (coches de pasajeros, camiones pesados de mercancías) y permite los estudios de competición inter-tecnológica con la penetración de vehículos alternativos (híbridos, eléctricos o a pilas de combustible).
- Agricultura: un sector.

### Oferta de petróleo y gas
POLES analiza 71 regiones de producción de petróleo y gas, con comercio interregional. La modelización de la oferta de combustibles fósiles incluye la mejora tecnológica de la tasa de recuperación de petróleo, de enlaces entre nuevos descubrimientos y perforaciones y una retroalimentación del ratio reservas/producción sobre el precio del petróleo. La producción de los países del OPEP y los de no OPEP está diferenciada. El modelo incluye recursos petróleos no convencionales, como la pizarra bituminosa y las arenas de alquitrán.

### Generación de electricidad
Hay 26 tecnologías de generación de electricidad, algunas de ellas están sólo en el estado de planificación, como la producción térmica con captura y almacenamiento de carbono o los nuevos diseños nucleares. Determinadas herramientas como la tarificación a régimen especial, pueden ser incluidas como controladores para visualizar el desarrollo futuro de nuevas tecnologías de energía. POLES distingue cuatro curvas de carga típicas en un año, con intervalos de dos horas. Las curvas de carga se cumplen con un mix de generación dado por un orden de mérito basado sobre costos marginales de operación, mantenencia y costos capitales anualizados. La demanda de electricidad esperada sobre el periodo del año repercute en las decisiones de inversión sobre la nueva capacidad de generación en el año próximo.

### Emisiones y precio del carbono
El modelo incluye una contabilidad de las emisiones de gases de efecto invernadero (GEI) y permite ver los flujos de GEI a niveles sectoriales, regionales y globales. POLES cubre las emisiones relacionadas con la combustión en todos los sectores de demanda, recubriendo de este modo más de la mitad de las emisiones de GEI globales. Los seis GEI del protocolo de Kioto están incluidos. dióxido de carbono, metano, óxido nitroso, hexafluoruro de azufre, hidrofluorocarbonos y perfluorocarbonos.
El modelo puede utilizarse para comprobar la sensibilidad del sector energético con respecto al precio del carbono aplicado a los precios de los combustibles fósiles a un nivel sectorial y regional. Este tipo de fiscalización ha sido experimentado por sistemas de comercio de derechos de emisión como el Régimen ETS de la Unión Europea.

### Base de datos
Las bases de datos fueron diseñadas y desarrolladas por IPTS, LEPII y Enerdata. Los datos sobre los gastos y eficiencias de tecnologías son proporcionados por la base TECHPOL. Los datos históricos sobre la demanda y los precios de energía son compilados, analizados y proporcionados por Enerdata.

## Usos
Este modelo puede ser utilizado para comprobar las diferentes escenarios hipotéticos y su análisis, Puede ser especialmente utilizado para comprobar las diferentes hipótesis sobre los recursos energéticos o sobre políticas energéticas. También puede ser utilizado para analizar la importancia de diversas variables controladoras de la demanda de energía y la dinámica de adopción de nuevas tecnologías de generación o de uso final de energía.
POLES no provee directamente el impacto macroeconómico de soluciones de mitigación como discutido por el informe Stern, sin embargo permite una evaluación detallada de los costos asociados con el desarrollo de tecnologías bajas emisoras de carbono o sin emisiones de carbono.
Relacionado con perfiles de emisión del GEI, el modelo puede producir curvas de costos marginales de abatimiento (Marginal Abatement Cost Curves, MACCs) para cada región específica en un periodo de tiempo determinado. Se pueden utilizar para cuantificar los costos relacionados con la reducción de emisiones de GEI o también como una herramienta de análisis sobre las políticas de control de emisiones y regímenes de comercio de derechos de emisión bajo varias configuraciones de mercado y reglas comerciales.
Los estudios que incluyen las simulaciones de POLES son generalmente encargados por entidades internacionales como la Dirección-General de la Comisión Europea, agencias nacionales de energía, medioambiente, industria o transporte o actores privados del sector energético.

## Crítica
POLES puede modular cambios en el valor agregado sectorial y en redistribuciones de actividad entre sectores. Sin embargo POLES no es un modelo macroeconómico en el sentido de que usa el producto interno bruto como entrada y no incluye retroalimentación sobre él; retroalimentaciones podrían resultar de la evolución del sistema energético a través del dar un precio al carbono, de la caída de la producción de petróleo y su efectos sobre el transporte y la movilidad, o crecimiento inducido por innovación tecnológica (como el auge de las tecnologías de telecomunicación en los años 90).
En consecuencia no prevé el impacto total sobre la sociedad de, adaptación o mitigación climática; no obstante cuantifica el costo total al sector energético, incluidas las inversiones necesarias para el desarrollo de tecnologías de bajo carbono.
A pesar de que POLES puede generar cambios en los valores añadidos sectoriales o mutaciones entre ellos, POLES no es un modelo macroeconómico puesto que no integra el círculo retroactivo sobre el PIB. En consecuencia éste no está perturbado en el modelo por el índice de carbono, una disminución de la producción petrolera o por los desarrollos técnicos.
El modelo POLES no cubre todas las emisiones de gases de efecto invernadero, en particular los relacionados con la agricultura, al cambio de la utilización de diversos sectores territoriales, la ingeniería de montes y el sector forestal. En consecuencia el componente climático del modelo no permite proyectar completamente los depósitos del GEI, sus concentraciones, y las elevaciones de temperatura asociadas al cambio climático de origen humano.